# Tadjikfilm
Tadjikfilm,,, Tajikfilm ou Tojikfilm (en tadjik : Toҷikfilm, en russe : Таджикфильм), est un studio de production cinématographique établi à Douchanbé, au Tadjikistan.

## Historique
Le studio est fondé en 1930 sous le nom de Tadjikkino (Таджиккино) et a pour but de produire des documentaires et des reportages d'actualités. Son premier film de long métrage est réalisé en 1932 et son premier film parlant en 1935. De 1938 à 1961, le nom est modifié en Stalinabad Studio (Сталинабадская студия художественных фильмов). En 1941, Tajikfilm fusionne temporairement avec Soyuzdetfilm, avant de reprendre une existence propre en 1943. La dénomination actuelle, Tadjikfilm, date de 1961.
Le studio produit des films tant en russe qu'en tadjik.

## Films produits
L'homme change de peau, un téléfilm en cinq épisodes réalisé par Boris Kimiagarov, directeur de la photographie Zaur Dakhte[pertinence contestée] en 1979 adapté du roman éponyme de Bruno Jasieński.
Le film le plus célèbre produit par les studios est le film de 1979 Le Garde du corps du réalisateur Ali Khamraev.